# Ливония
Ливòния (на ливонски: Līvõmō; на латински: Livonia; на латвийски: Livonija; на естонски: Líivimaa – „земя на ливите“), също Ливлàндия (на немски: Livland), Ливска земя е историческа област и политически съюз на прибалтийски страни на крайбрежието на Балтийско море. При най-голямото си разширение тя обхваща областите на цяла днешна Естония и Латвия. В по-тесен смисъл Ливония обозначава само латвийската провинция Видземе.

## Определение на термина
В началото на XII – XIII век Ливония означава изключително района на заселване на ливите (малочислен прибалтийско-фински народ): земите от северната страна на река Западна Двина, крайбрежните територии на Рижкия залив, на юг – земите на куршите (Курландия); от 2-та четвърт на XIII век до 1561 г. това се отнася за цялата територия на съвременна Латвия и Естония, завладяна от немските рицари-кръстоносци.
Територията е била населена с латгали, ливи, ести и курши.

## История

### От X до XIII век
От X до XII век регионът е обект на експанзия от руските княжества. В края на XII век започва немска колонизация. През 1184 г. полоцкият княз Владимир разрешава католическа проповед сред ливите. Архиепископът на Бремен Хартвиг II през 1186 г. създава първата епархия в Ливония. На 1 октомври 1188 г. римският папа утвърждава първото католическо епископство Икскюл в региона. Налагането на християнството над местното езично население става бавно. Отначало то възлага надежди на немските духовници, но постепенно ги възприема като колонизатори и им оказва въоръжена съпротива. Те провеждат Ливонския кръстоносен поход, започнал през през 1198 г., когато вторият епископ Бертолд е убит в битка с ливите. 
На 2 февруари 1207 в завладените територии от похода е основана държавата, наречена Тера Мариана като княжество на Свещената Римска империя. Губи този статут през 1215 г., когато е провозгласено от Инокентий III като пряко подчинено на Светия престол.
От първата половина на XIII век Ливония започва да се нарича конфедерация, състояща се от 5 уникални административно-териториални единици, разположени в сферата на влияние на три основни политически сили, по един или друг начин действащи в този регион: Ливонски орден, Ватикана, действащ чрез архиепископи и ръководен от римския папа, както и германското благородство. Географски земите са разделени, както следва: земите на Ливонския орден, архиепископството на Рига, както и епископствата на Курландия, Дорпат и Езел-Вик, които номинално са били под влиянието на папата и германския император. Официално Ливония се нарича Тера Мариана (буквален превод от латински – „Земя на Дева Мария“).